# Agalmatidae
Famille
Les Agalmatidae constituent une famille de siphonophores (hydrozoaires coloniaux pélagiques).

## Liste des genres
Selon World Register of Marine Species (25 septembre 2015) :
- genre Agalma Eschscholtz, 1825
- genre Athorybia Eschscholtz, 1829
- genre Cordagalma Totton, 1932
- genre Frillagalma Daniel, 1966
- genre Halistemma Huxley, 1859
- genre Lychnagalma Haeckel, 1888
- genre Marrus Totton, 1954
- genre Melophysa Haeckel, 1888
- genre Nanomia A. Agassiz, 1865
- genre Rudjakovia Margulis, 1982

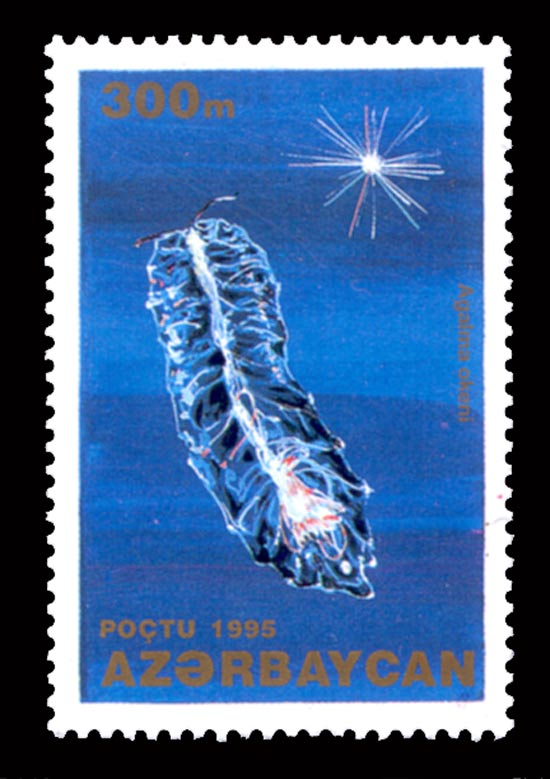
Agalma okeni
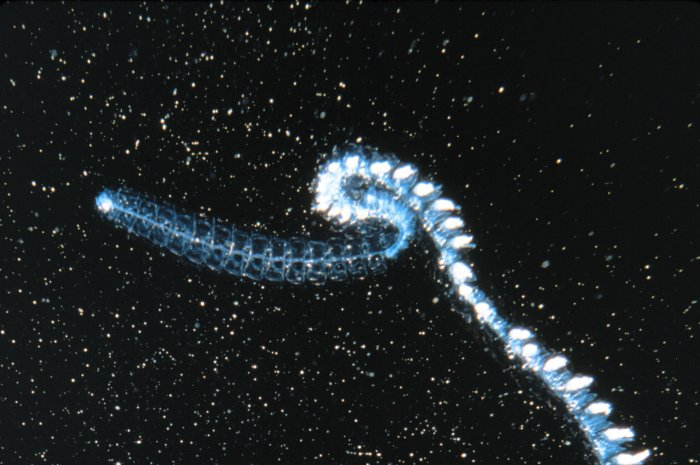
Nanomia cara
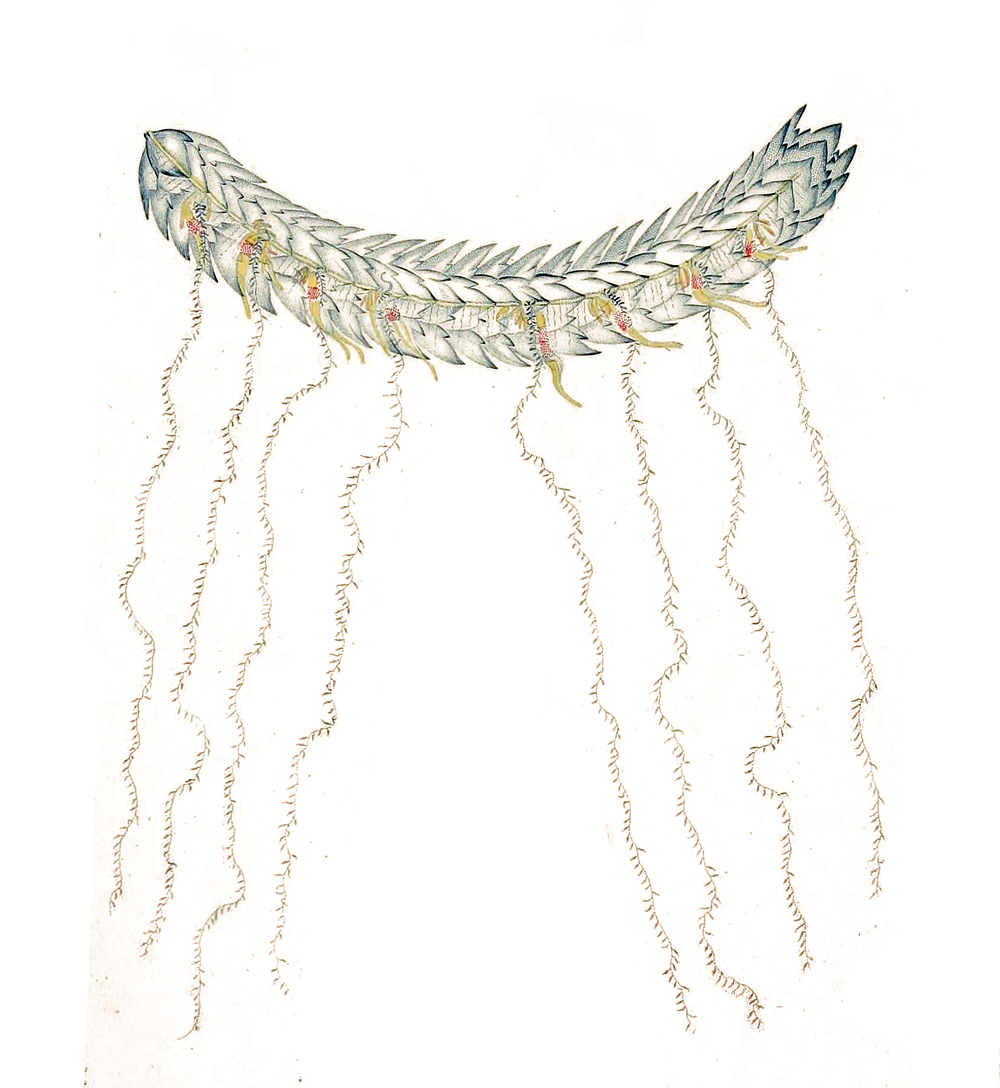
Stephanomia imbricata